# شارون ديكر
شارون ديكر (بالإنجليزية: Sharon Decker)‏ هي مسيرة أعمال أمريكية، ولدت في 1957 في مقاطعة ستانلي في الولايات المتحدة.

## وصلات خارجية
- شارون ديكر على موقع إن إن دي بي (الإنجليزية)